# Har Gilon
Har Gilon (hebrejsky: הר גילון) je vrch o nadmořské výšce 367 metrů v severním Izraeli, na pomezí Horní a Dolní Galileji.
Nachází se cca 4 kilometry západně od města Karmi'el, na jihozápadním okraji údolí Bejt ha-Kerem. Má podobu částečně zalesněného svahu, jehož vrcholové partie jsou ale stavebně využity. Stojí zde dvě vesnice: Gilon a Curit. Na jihovýchodním úpatí pak ještě obec Šorašim. Svahy jsou převážně pokryty lesními porosty. Na severozápadní straně míjí horu vádí Nachal Šagor, které odvodňuje západní část údolí Bejt ha-Kerem. Na protější straně pak údolí uzavírá vrch Har Gamal. Podél východního okraje vybíhá mezi Har Gilon a sousedním Har Karmi boční údolí Bik'at Meged. Na jižní straně klesá terén z vrcholových partií Har Gilon prudce směrem do kaňonu Nachal Chilazon, který se tu ovšem již rozevírá k západu, do pobřežní nížiny.